# Suelen Pinto
Suelen Fernanda Santana Pinto (Belo Horizonte, 4 de outubro de 1987) é uma voleibolista indoor brasileira que atua na posição de líbero. Conquistou pela Seleção Brasileira na categoria juvenil a medalha de ouro no Campeonato Sul-Americano de 2004, na Bolívia, e o título do Campeonato Mundial Juvenil de 2005, na Turquia. Pela Seleção Brasileira de Novas, foi medalhista de bronze na Copa Pan-Americana de 2005 e medalhista de prata na Copa Yeltsin de 2011 e na Copa Pan-Americana de 2012. Em clubes, foi semifinalista no extinto Torneio Internacional Salonpas Cup em 2004, obteve o ouro no Campeonato Sul-Americano de Clubes de 2014 e a medalha de bronze na edição de 2014 do Campeonato Mundial de Clubes, na Suíça.

## Carreira
Suelen  iniciou no vôlei ainda nas aulas de Educação Física nos tempos de colégio, e na avaliação do seu então  professor  eu percebeu que a mesma poderia tentar trilhar a carreira de atleta de voleibol, não foi fácil para ela, enfrentou dificuldades para se deslocar aos treinos, acordava cedo para estudar e sem pausa dirigia-se aos treinos.Desde o começo da carreira ela convive com o problema do sobrepeso, mesmo sendo uma das jogadoras mais baixas da Superliga e um IMC elevado,  destacou-se na Superliga, chegando a ser convocada para a seleção adulta.
Começou a carreira no Meritus/Betim  e em 2000 onde foi campeã Metropolitana Mirim e Infantil , no mesmo ano conquistou pela Seleção Mineira  na categoria infanto0juvenil o título do Campeonato Brasileiro de Seleções.No ano seguinte foi campeã do Campeonato Mineiro nas categorias mirim e infantil e em 2002 conquistou o título brasileiro na categoria juvenil.
Também jogou nas categorias de base do  Mackenzie. e no ano de 2004 é contratada pelo MRV/ Minase também no Campeonato Paulista, neste último representando o MRV/São Bernardo e também o representou  nos Jogos Abertos do Interior conquistando o bicampeonato nesta edição.Pelo MRV/Minas disputou a Superliga Brasileira A 2004-05 chegando as semifinais, mas terminou na quarta colocação
Convocada para Seleção Brasileira na categoria juvenil para disputar o Campeonato Sul-Americano de 2004, conquistou o ouro e foi eleita Melhor Passe da competição. No ano de 2005 foi convocada para Seleção Brasileira e a representou na categoria juvenil  ao disputar o Campeonato Mundial sediado nas cidades turcas de Ankara e Istambul e vestiu a camisa#17 conquistou o ouro na competição aparecendo nas estatísticas como a segunda melhor recepção da edição e foi a quinta melhor defensora no geral. No mesmo ano foi convocada para Seleção Brasileira de Novas e disputou a Copa Pan-Americana em Santo Domingo, onde conquistou a medalha de bronze e eleita a Melhor Recepção da competição.
Em sua segunda temporada consecutiva pelo mesmo clube, desta vez usando a alcunha de Fiat/Minas  conquistou o quarto lugar no extinto Torneio Internacional Salonpas Cup em 2005 e seu clube representou a cidade de Cabo Frio no Campeonato Carioca de 2005, conquistando o bronze  da edição encerrou na sétima posição na Superliga Brasileira A 2005-06.
O Vôlei Futuro a contratou para as disputas da temporada 2006-07, por este compete o Campeonato Paulista de 2007 e foi vice-campeã. e encerra na oitava posição na Superliga Brasileira A 2006-07, ou seja, em último lugar.Permaneceu por mais uma temporada pelo Vôlei Futuro e disputou a Superliga Brasileira A 2007-08 encerrando novamente em oitavo lugar
Na jornada esportiva 2008-09 é contratada pelo  São Caetano/ Blausiegel e por este obteve o vice-campeonato da Copa Brasil de 2008,  conquistou o bronze no Campeonato Paulista de 2008 e foi prata nos Jogos Abertos de Piracicaba e disputou a Superliga correspondente ao período e disputou o  bronze na competição vencendo a disputa por esta medalha e eleita Melhor Recepção da edição
Renovou com a equipe de São Caetano do Sul para as disputas de 2009-10, nesta jornada conquistou o título dos Jogos Regionais de Santo André em 2009,  também  neste mesmo ano obteve o título da Copa São Paulo, o bronze no Campeonato Paulista  e o ouro nos Jogos Abertos de Santa André e avançou com este clube as semifinais da Superliga Brasileira A 2009-10 encerrando com o bronze na competição consecutivamente
Nas competições de 2010-11 reforça o Pinheiros/Mackenzie. e por este clube disputou a Superliga Brasileira A referente a esta temporada encerrando em quarto lugar. Em 2011 é convocada para Seleção Brasileira de Novas em preparação para Yeltsin Cup, sediada em Yekaterinburg-Rússia foi inscrita na competição e com a equipe brasileira chegou a grande final , mas encerrou com o vice-campeonato. Defendeu o Pinheiros em mais um período esportivo 2011-12 e encerrou na nona colocação na Superliga Brasileira A correspondente
No ano de 2012 foi novamente convocada para Seleção Brasileira de Novas e disputou a Copa Pan-Americana de 2012 realizada em Ciudad Juárez-México, vestindo a camisa#12  sagrou-se vice-campeã nesta edição. Atuou na temporada 2012-13 pelo  Vôlei Amil cujo técnico  era José Roberto Guimarães e foi vice-campeã paulista por este clube. e bronze na Superliga Brasileira A 2012-13
Em 2013 o técnico José Roberto Guimarães convocou Suelen para a Seleção Brasileira para os treinamentos visando o Montreux Volley Masters na Suíça e o Torneio de Alassio na Itália ao longo de sua carreira sempre lutou para manter-se em forma, enfrentando problemas de peso, mesmo sendo criticada por este motivo, orientada fez dieta e fez parte da equipe brasileira vestindo a camisa#9 disputou o Montreux Volley Masters de 2013 conquistou o título da edição, mesmo não sendo titular figurou entreas melhores defensoras listada na quadragésima sétima posição; no mesmo ano em seu segundo torneio internacional seguido pela seleção conquistou o título do Torneio de Alassio na Itália e foi inscrita na edição do  Grand Prix de 2013.
No período esportivo de 2013-14 é um dos reforços do Sesi-SP sob o comando do Talmo Oliveira, e conquistou o ouro na Copa São Paulo de 2013 e o vice-campeonato paulista neste mesmo ano e disputou a Superliga Brasileira A 2013-14.
No ano de 2014  obteve a prata na Copa Brasil de 2014 , edição realizada na cidade de  Maringá-PR. e devido a este feito o clube qualifica-se para o Campeonato Sul-Americano de Clubes de 2014, o qual disputou na cidade de Osasco-Brasil conquistando a medalha de ouro e a qualificação de sua equipe para participar pela primeira vez ao Campeonato Mundial de Clubes de 2014 sediado na Zurique-Suíça,  e foi  eleita a Melhor Líbero da competição. E encerrando a temporada contribuiu para sua equipe avançar as finais da Superliga Brasileira A 2013-14, encerrando com o vice-campeonato
Embarcou em maio de 2014 para Zurique para disputar o Campeonato Mundial de Cubes e foi semifinalista nesta edição, conquistando a medalha de bronze e foi a quarta melhor defensora, ficando atrás apenas das três melhores líberos e foi a quinta melhor recepção da competição.
Na temporada 2016-17 defendeu o clube italiano Foppapedretti Bergamo, conquistando o vice-campeonato da Supercopa Italiana em 2016. Na temporada de 2017 foi convocada para Seleção Brasileira, conquistando o título do Montreux Volley Masters e do Grand Prix.
Foi anunciada como uma das contratações do Dentil/Praia Clube para a temporada 2017-18., sagrou-se vice-campeã do Campeonato Mineiro de 2017 e também na Copa Brasil de 2018 realizada em Lages e contribuiu para a melhor campanha do clube na história da Superliga Brasileira A 2017-18 e é finalista e sagrou-se campeã pela primeira vez e foi a melhor jogadora da final
Renovou com o Dentil/Praia Clube para temporada 2018–19 do voleibol brasileiro e sagrou-se vice-campeã da edição do Campeonato Mineiro de 2018., mais adiante conquistou o título da Supercopa Brasileira de 2018 mais tarde disputou a semifinal a edição do Campeonato Mundial de Clubes de 2018, realizada em Shaoxing, terminando na quarta colocação
Pelo Dentil/Praia Clube conquistou o vice-campeonato da Copa Brasil de 2019 realizada em Gramado. e a medalha de prata no Campeonato Sul-Americano de Clubes de 2019 realizado novamente em Belo Horizonte e atuando pela equipe avançou a grande final da Superliga Brasileira 2018-19, atuando nos dois jogos da série final, mas terminou com o vice-campeonato

## Títulos e resultados
- Campeonato Mundial de Clubes:2018[73]
- Salonpas Cupː 2005[13]
- Superliga Brasileira Aː2017-18[69] e 2022-23
- Superliga Brasileira Aː2013-14,[54] 2018-19, 2020-21 e 2023-24
- Superliga Brasileira Aː2008-09,[24] 2009-10[31] e 2012-13[41]
- Superliga Brasileira Aː2004-05[8] e 2010-11[35]
- Supercopa Brasileira de Voleibol:2018,[71] 2019, 2020 e 2021
- Supercopa Brasileira de 2023
- Supercopa Brasileira de 2024
- Copa Brasília 2024
- Campeonato Mineiro de 2024
- Supercopa Italianaː2016[60]
- Copa Brasilː2014[52] e 2024
- Copa Brasil:2008,[19] 2018,[67] 2019,[74] 2020 , 2021 e 2023
- Copa Brasil:2022
- Campeonato Mineiro:2019 e 2021
- Campeonato Mineiro:2017,[66] 2018,[70] 2020, 2022 e 2023
- Campeonato Paulistaː2010[33]
- Campeonato Paulistaː2007, 2012[40] e 2013[51]
- Campeonato Paulistaː2008 e 2009
- Campeonato Cariocaː2005[13]
- Copa São Pauloː2009[28] e 2013[50]
- Jogos Abertos de São Pauloː2009[29]
- Jogos Regionais de São Paulo2009[27]
- Campeonato Brasileiro de Seleções Juvenilː2002[7]
- Campeonato Brasileiro de Seleções Infantojuvenilː2000[7]
- Campeonato Mineiro Infantilː2001[7]
- Campeonato Mineiro Mirimː2001[7]
- Campeonato Mineiro Metropolitano Infantilː2000[7]
- Campeonato Mineiro Metropolitano Mirimː2000[7]

## Prêmios individuais
- Melhor Líbero do Campeonato Sul-Americano de Clubes de 2014[53]
- Melhor Recepção da Superliga Brasileira A de 2008-09[25]
- Melhor Recepção da Copa Pan-Americana de 2005[12]
- 2ª Melhor Recepção do Campeonato Mundial Juvenil de 2005[10]
- Melhor Recepção do Campeonato Sul-Americano Juvenil de 2004[7]
- Superliga Brasileira de 2017/18 - Série A: "Melhor Defesa"
- Melhor Líbero da Liga das Nações de Voleibol Feminino de 2018